# Martin Wierstra
Martin Wierstra (Amsterdam, 29 de maig de 1928 - Ídem, 23 d'octubre de 1985) va ser un ciclista neerlandès, especialista en el mig fons. Va guanyar una medalla al Campionat del món de l'especialitat de 1959, per darrere del balear Guillem Timoner.

## Palmarès en pista
- 1957
  -  Campió dels Països Baixos en mig fons
- 1960
  -  Campió dels Països Baixos en mig fons
- 1961
  -  Campió dels Països Baixos en mig fons